# Marcelo Cañete
Marcelo Cañete (* 21. April 1984 in Villa Lugano, Buenos Aires) ist ein argentinisch-paraguayischer Fußballspieler. Der Mittelfeldspieler gewann mit dem FC São Paulo die Copa Sudamericana 2012.

## Karriere
Marcelo Cañete, als Sohn paraguayischer Eltern in Argentinien geboren, kam 2010 zur Profimannschaft von den Boca Juniors, debütierte dort unter Trainer Claudio Borghi und wurde für die Folgesaison nach Chile an CD Universidad Católica ausgeliehen. Nach guten Leistungen bei den Cruzados wechselte Cañete zum FC São Paulo. Er gewann mit dem Klub zwar die Copa Sudamericana 2012, konnte sich aber nicht im Team durchsetzen und wurde bis 2015 mehrfach an andere brasilianische Klubs verliehen. Nach zwei weiteren Stationen in Brasilien wechselte Cañete in das Heimatland seiner Eltern, wo er für den Club Libertad, den Club Guaraní und Deportivo Capiatá spielte. Dabei wurde er zweimal mit Libertad paraguayischer Meister und einmal mit dem Club Guaraní Pokalsieger
2019 kehrte Cañete nach Chile zurück, wo er bis 2021 für den CD Cobresal auflief. Danach schloss er sich dem CF Universidad de Chile an und wurde für die Saison 2022 an den CD Huachipato verliehen. Seit 2023 spielt er in der zweiten Liga bei den CD Santiago Wanderers.

## Erfolge
Universidad Católica
- Chilenischer Pokalsieger: 2011

FC São Paulo
- Sieger der Copa Sudamericana: 2012

CRB
- Staatsmeisterschaft von Alagoas: 2015

Club Libertad
- Paraguayischer Meister: 2016-A, 2017-A

Club Guaraní
- Paraguayischer Pokalsieger: 2018